# Großer Preis von Aragonien (Motorrad)

Streckengrafik des Motorland Aragón

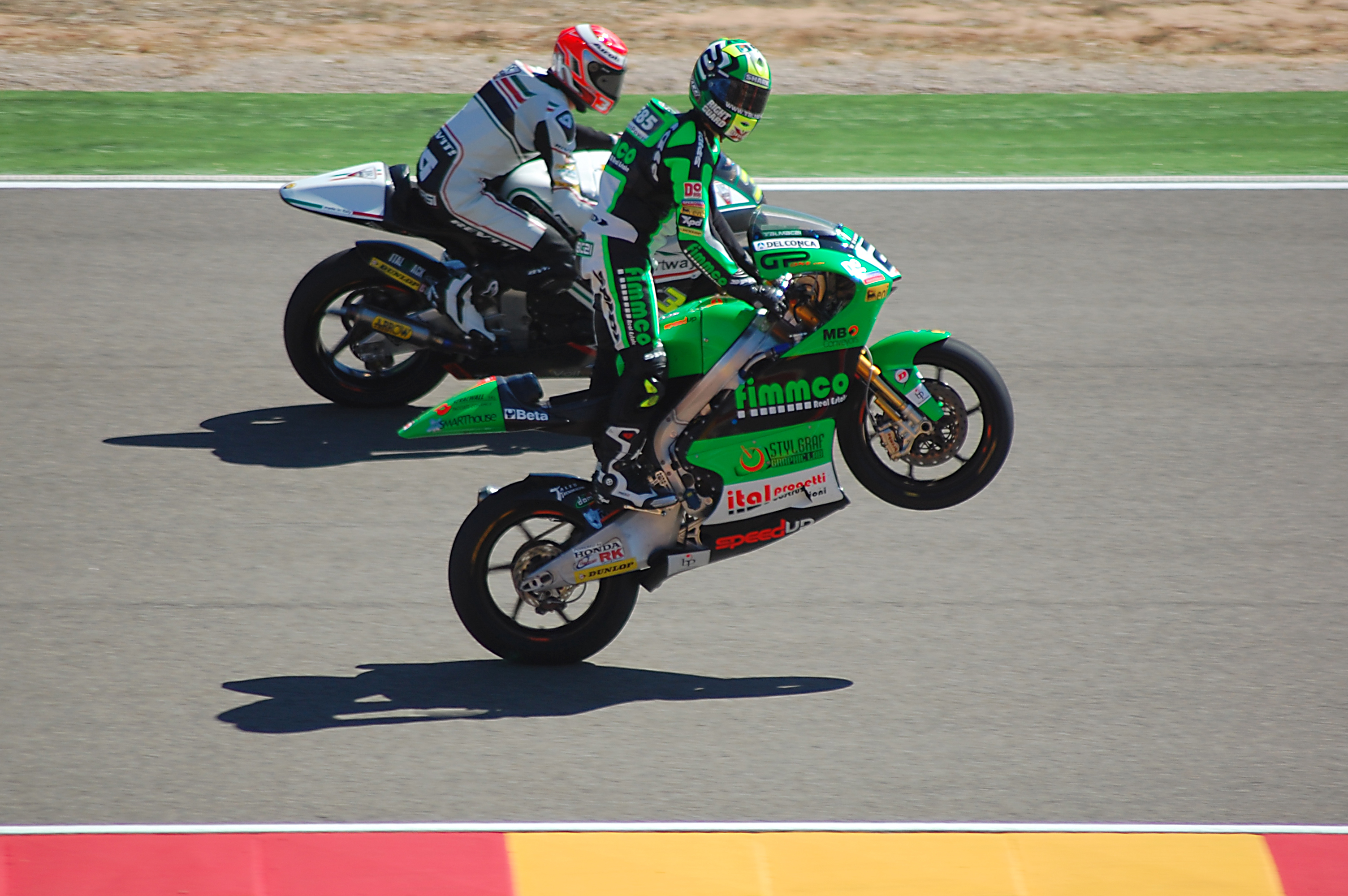
Premieren-Sieger in der Moto2-Klasse: der Italiener Andrea Iannone auf Speed Up.

Der Große Preis von Aragonien für Motorräder ist ein Motorrad-Rennen, das seit 2010 ausgetragen wird und zur Motorrad-Weltmeisterschaft zählt.
Der erste Grand Prix fand am 19. September 2010 im Motorland Aragón, nahe Alcañiz, in der spanischen autonomen Gemeinschaft Aragonien statt. Das Rennen wurde als Ersatz für den Großen Preis von Ungarn ausgetragen, der auf dem Balatonring stattfinden sollte, aber wie schon im Vorjahr abgesagt wurde.
Das Rennen ist nach den Grands Prix von Katalonien, Spanien und Valencia der vierte WM-Lauf, der seit 2010 auf spanischem Boden stattfindet.

## Statistik
| Auflage | Jahr | Strecke | Klasse            | Sieger                     | Zweiter                          | Dritter                       | Pole-Position              | Schn. Rennrunde               |
| ------- | ---- | ------- | ----------------- | -------------------------- | -------------------------------- | ----------------------------- | -------------------------- | ----------------------------- |
| 1       | 2010 | Alcañiz | 125 cm³           | Pol Espargaró (Derbi)      | Nicolás Terol (Aprilia)          | Bradley Smith (Aprilia)       | Marc Márquez (Derbi)       | Pol Espargaró (Derbi)         |
| 1       | 2010 | Alcañiz | Moto2             | Andrea Iannone (Speed Up)  | Julián Simón (Suter)             | Gábor Talmácsi (Speed Up)     | Andrea Iannone (Speed Up)  | Andrea Iannone (Speed Up)     |
| 1       | 2010 | Alcañiz | MotoGP            | Casey Stoner (Ducati)      | Dani Pedrosa (Honda)             | Nicky Hayden (Ducati)         | Casey Stoner (Ducati)      | Dani Pedrosa (Honda)          |
|         |      |         |                   |                            |                                  |                               |                            |                               |
| 2       | 2011 | Alcañiz | 125 cm³           | Nicolás Terol (Aprilia)    | Johann Zarco (Derbi)             | Maverick Viñales (Aprilia)    | Héctor Faubel (Aprilia)    | Maverick Viñales (Aprilia)    |
| 2       | 2011 | Alcañiz | Moto2             | Marc Márquez (Suter)       | Andrea Iannone (Suter)           | Simone Corsi (FTR)            | Marc Márquez (Suter)       | Marc Márquez (Suter)          |
| 2       | 2011 | Alcañiz | MotoGP            | Casey Stoner (Honda)       | Dani Pedrosa (Honda)             | Jorge Lorenzo (Yamaha)        | Casey Stoner (Honda)       | Casey Stoner (Honda)          |
|         |      |         |                   |                            |                                  |                               |                            |                               |
| 3       | 2012 | Alcañiz | Moto3             | Luis Salom (Kalex-KTM)     | Sandro Cortese (KTM)             | Jonas Folger (Kalex-KTM)      | Jonas Folger (Kalex-KTM)   | Danny Kent (KTM)              |
| 3       | 2012 | Alcañiz | Moto2             | Pol Espargaró (Kalex)      | Marc Márquez (Suter)             | Scott Redding (Kalex)         | Simone Corsi (FTR)         | Pol Espargaró (Kalex)         |
| 3       | 2012 | Alcañiz | MotoGP            | Dani Pedrosa (Honda)       | Jorge Lorenzo (Yamaha)           | Andrea Dovizioso (Yamaha)     | Jorge Lorenzo (Yamaha)     | Dani Pedrosa (Honda)          |
|         |      |         |                   |                            |                                  |                               |                            |                               |
| 4       | 2013 | Alcañiz | Moto3             | Álex Rins (KTM)            | Maverick Viñales (KTM)           | Álex Márquez (KTM)            | Álex Rins (KTM)            | Philipp Öttl (Kalex-KTM)      |
| 4       | 2013 | Alcañiz | Moto2             | Nicolás Terol (Suter)      | Esteve Rabat (Kalex)             | Pol Espargaró (Kalex)         | Nicolás Terol (Suter)      | Esteve Rabat (Kalex)          |
| 4       | 2013 | Alcañiz | MotoGP            | Marc Márquez (Honda)       | Jorge Lorenzo (Yamaha)           | Valentino Rossi (Yamaha)      | Marc Márquez (Honda)       | Dani Pedrosa (Honda)          |
|         |      |         |                   |                            |                                  |                               |                            |                               |
| 5       | 2014 | Alcañiz | Moto3             | Romano Fenati (KTM)        | Álex Márquez (Honda)             | Danny Kent (Husqvarna)        | Álex Rins (Honda)          | Romano Fenati (KTM)           |
| 5       | 2014 | Alcañiz | Moto2             | Maverick Viñales (Kalex)   | Esteve Rabat (Kalex)             | Johann Zarco (Caterham-Suter) | Maverick Viñales (Kalex)   | Thomas Lüthi (Suter)          |
| 5       | 2014 | Alcañiz | MotoGP            | Jorge Lorenzo (Yamaha)     | Aleix Espargaró (Forward Yamaha) | Cal Crutchlow (Ducati)        | Marc Márquez (Honda)       | Jorge Lorenzo (Yamaha)        |
|         |      |         |                   |                            |                                  |                               |                            |                               |
| 6       | 2015 | Alcañiz | Moto3             | Miguel Oliveira (KTM)      | Jorge Navarro (Honda)            | Romano Fenati (KTM)           | Enea Bastianini (Honda)    | Niccolò Antonelli (Honda)     |
| 6       | 2015 | Alcañiz | Moto2             | Esteve Rabat (Kalex)       | Álex Rins (Kalex)                | Sam Lowes (Speed Up)          | Esteve Rabat (Kalex)       | Álex Rins (Kalex)             |
| 6       | 2015 | Alcañiz | MotoGP            | Jorge Lorenzo (Yamaha)     | Dani Pedrosa (Honda)             | Valentino Rossi (Yamaha)      | Marc Márquez (Honda)       | Jorge Lorenzo (Yamaha)        |
|         |      |         |                   |                            |                                  |                               |                            |                               |
| 7       | 2016 | Alcañiz | Moto3             | Jorge Navarro (Honda)      | Brad Binder (KTM)                | Enea Bastianini (Honda)       | Enea Bastianini (Honda)    | Juanfran Guevara (KTM)        |
| 7       | 2016 | Alcañiz | Moto2             | Sam Lowes (Kalex)          | Álex Márquez (Kalex)             | Franco Morbidelli (Kalex)     | Sam Lowes (Kalex)          | Franco Morbidelli (Kalex)     |
| 7       | 2016 | Alcañiz | MotoGP            | Marc Márquez (Honda)       | Jorge Lorenzo (Yamaha)           | Valentino Rossi (Yamaha)      | Marc Márquez (Honda)       | Marc Márquez (Honda)          |
|         |      |         |                   |                            |                                  |                               |                            |                               |
| 8       | 2017 | Alcañiz | Moto3             | Joan Mir (Honda)           | Fabio Di Giannantonio (Honda)    | Enea Bastianini (Honda)       | Jorge Martín (Honda)       | Fabio Di Giannantonio (Honda) |
| 8       | 2017 | Alcañiz | Moto2             | Franco Morbidelli (Kalex)  | Mattia Pasini (Kalex)            | Miguel Oliveira (KTM)         | Miguel Oliveira (KTM)      | Mattia Pasini (Kalex)         |
| 8       | 2017 | Alcañiz | MotoGP            | Marc Márquez (Honda)       | Dani Pedrosa (Honda)             | Jorge Lorenzo (Ducati)        | Maverick Viñales (Yamaha)  | Dani Pedrosa (Honda)          |
|         |      |         |                   |                            |                                  |                               |                            |                               |
| 9       | 2018 | Alcañiz | Moto3             | Jorge Martín (Honda)       | Marco Bezzecchi (KTM)            | Enea Bastianini (Honda)       | Jorge Martín (Honda)       | Jaume Masiá (KTM)             |
| 9       | 2018 | Alcañiz | Moto2             | Brad Binder (KTM)          | Francesco Bagnaia (Kalex)        | Lorenzo Baldassarri (Kalex)   | Brad Binder (KTM)          | Álex Márquez (Kalex)          |
| 9       | 2018 | Alcañiz | MotoGP            | Marc Márquez (Honda)       | Andrea Dovizioso (Ducati)        | Andrea Iannone (Suzuki)       | Jorge Lorenzo (Ducati)     | Andrea Dovizioso (Ducati)     |
|         |      |         |                   |                            |                                  |                               |                            |                               |
| 10      | 2019 | Alcañiz | Moto3             | Arón Canet (KTM)           | Ai Ogura (Honda)                 | Dennis Foggia (KTM)           | Arón Canet (KTM)           | Darryn Binder (KTM)           |
| 10      | 2019 | Alcañiz | Moto2             | Brad Binder (KTM)          | Jorge Navarro (Speed Up)         | Álex Márquez (Kalex)          | Álex Márquez (Kalex)       | Jorge Navarro (Speed Up)      |
| 10      | 2019 | Alcañiz | MotoGP            | Marc Márquez (Honda)       | Andrea Dovizioso (Ducati)        | Jack Miller (Ducati)          | Marc Márquez (Honda)       | Marc Márquez (Honda)          |
|         |      |         |                   |                            |                                  |                               |                            |                               |
| 11      | 2020 | Alcañiz | Moto3             | Jaume Masiá (Honda)        | Darryn Binder (KTM)              | Raúl Fernández (KTM)          | Raúl Fernández (KTM)       | Darryn Binder (KTM)           |
| 11      | 2020 | Alcañiz | Moto2             | Sam Lowes (Kalex)          | Enea Bastianini (Kalex)          | Jorge Martín (Kalex)          | Sam Lowes (Kalex)          | Jorge Martín (Kalex)          |
| 11      | 2020 | Alcañiz | MotoGP            | Álex Rins (Suzuki)         | Álex Márquez (Honda)             | Joan Mir (Suzuki)             | Fabio Quartararo (Yamaha)  | Álex Rins (Suzuki)            |
|         |      |         |                   |                            |                                  |                               |                            |                               |
| 12      | 2021 | Alcañiz | Moto3             | Dennis Foggia (Honda)      | Deniz Öncü (KTM)                 | Ayumu Sasaki (KTM)            | Darryn Binder (Honda)      | Izan Guevara (GasGas)         |
| 12      | 2021 | Alcañiz | Moto2             | Raúl Fernández (Kalex)     | Remy Gardner (Kalex)             | Augusto Fernández (Kalex)     | Sam Lowes (Kalex)          | Raúl Fernández (Kalex)        |
| 12      | 2021 | Alcañiz | MotoGP            | Francesco Bagnaia (Ducati) | Marc Márquez (Honda)             | Joan Mir (Suzuki)             | Francesco Bagnaia (Ducati) | Marc Márquez (Honda)          |
|         |      |         |                   |                            |                                  |                               |                            |                               |
| 13      | 2022 | Alcañiz | Moto3             | Izan Guevara (GasGas)      | Ayumu Sasaki (Husqvarna)         | Daniel Holgado (KTM)          | Izan Guevara (GasGas)      | Deniz Öncü (KTM)              |
| 13      | 2022 | Alcañiz | Moto2             | Pedro Acosta (Kalex)       | Arón Canet (Kalex)               | Augusto Fernández (Kalex)     | Augusto Fernández (Kalex)  | Pedro Acosta (Kalex)          |
| 13      | 2022 | Alcañiz | MotoGP            | Enea Bastianini (Ducati)   | Francesco Bagnaia (Ducati)       | Aleix Espargaró (Aprilia)     | Francesco Bagnaia (Ducati) | Luca Marini (Ducati)          |
|         |      |         |                   |                            |                                  |                               |                            |                               |
| –       | 2023 | Alcañiz | nicht ausgetragen | nicht ausgetragen          | nicht ausgetragen                | nicht ausgetragen             | nicht ausgetragen          | nicht ausgetragen             |
|         |      |         |                   |                            |                                  |                               |                            |                               |
| 14      | 2024 | Alcañiz | Moto3             | José Antonio Rueda (KTM)   | Collin Veijer (Husqvarna)        | Luca Lunetta (Honda)          | David Alonso (GasGas)      | José Antonio Rueda (KTM)      |
| 14      | 2024 | Alcañiz | Moto2             | Jake Dixon (Kalex)         | Tony Arbolino (Kalex)            | Deniz Öncü (Kalex)            | Jake Dixon (Kalex)         | Jake Dixon (Kalex)            |
| 14      | 2024 | Alcañiz | MotoGP            | Marc Márquez (Ducati)      | Jorge Martín (Ducati)            | Pedro Acosta (KTM)            | Marc Márquez (Ducati)      | Marc Márquez (Ducati)         |